# Órbita terrestre baja

Varias órbitas terrestres a escala; el color cian representa órbitas terrestres bajas.

Una órbita terrestre baja, OTB o LEO (acrónimo del inglés Low Earth Orbit), es una órbita alrededor de la Tierra entre la atmósfera y el cinturón de radiación de Van Allen, con un ángulo bajo de inclinación.
Posee un período inferior a 128 minutos (por lo que un cuerpo en dicha órbita por lo menos da unas 11.25 vueltas a la Tierra por día) y una excentricidad inferior a 0.25. La mayoría de los objetos en el espacio exterior se encuentran en OTB, a una altitud que nunca excede de aproximadamente un tercio del radio terrestre, es decir, unos 2000 kilómetros. Estos límites no están rígidamente definidos, pero están típicamente entre 150 - 2000 km sobre la superficie de la Tierra. Esto es generalmente menos que la órbita circular intermedia y lejos de la órbita geoestacionaria. Las órbitas más bajas que ésta no son estables y decaen rápidamente debido al rozamiento con la atmósfera. Las órbitas más altas están sujetas a averías electrónicas rápidamente debido a la radiación intensa y a la acumulación de carga eléctrica. Las órbitas de ángulo de inclinación más alto se llaman órbitas polares.
Los objetos en la órbita terrestre baja se encuentran con gases en la termosfera (aproximadamente 80-500 km hacia arriba) o exosfera (aproximadamente desde 500 km hacia arriba), dependiendo de la altura de la órbita.
La mayoría de los vuelos espaciales tripulados han sido en órbita terrestre baja, incluyendo todas las lanzaderas espaciales estadounidenses y las misiones a la estación espacial. En los inicios de la carrera espacial, ante la supremacía soviética, los estadounidenses realizaron vuelos suborbitales de prueba (proyecto Mercury) que presentaron al mundo como vuelos espaciales. Estos, junto con los vuelos del SpaceShipOne (que no pretendía alcanzar órbita terrestre baja), han sido hasta la fecha de 2005 las únicas excepciones de vuelos "espaciales" por debajo de esta órbita. En el otro extremo, los vuelos del Programa Apolo son los únicos vuelos tripulados que han ido más allá de órbita terrestre baja.
La mayoría de los satélites están puestos en órbita terrestre baja, donde viajan a alrededor de 27 400 km/h (8 km/s), dando una vuelta a la tierra cada 90 minutos. La principal excepción son los satélites de comunicación que requieren órbita geoestacionaria. Sin embargo, hace falta menos energía para situar un satélite en órbita terrestre baja y además el satélite necesita transmisores menos potentes para transferencia de datos, así que la órbita terrestre baja se usa para muchas aplicaciones de comunicación. Dado que estas órbitas no son geoestacionarias, se requiere una red de satélites para suministrar cobertura continua. Las órbitas bajas también ayudan a satélites de teledetección gracias al nivel de detalle añadido que puede ser obtenido. Los satélites de teledetección pueden tomar también ventaja de órbitas terrestres bajas síncronas solares a una altitud de alrededor de 800 km y cerca de la inclinación polar. El ENVISAT es un ejemplo de satélite de observación terrestre que hace uso de este tipo especial de órbita terrestre baja.
El ambiente de la órbita terrestre baja se está congestionando, no solo con basura espacial.
Aunque la gravedad en órbita terrestre baja no es mucho menos que en la superficie de la tierra (se reduce un 1 % cada 30 km), la gente y los objetos en órbita experimentan ingravidez. Esto es precisamente por estar en órbita, pues si un cuerpo estuviese estático a esa altura, rápidamente la gravedad lo haría caer).
La resistencia atmosférica y la gravedad asociadas al lanzamiento añaden típicamente de 1500 a 2000 m/s a la delta-v necesaria para alcanzar la velocidad de la órbita terrestre baja de 7800 m/s.
El 3 de noviembre de 1957, la perra Laika se convirtió en el primer ser vivo en fallecer en la órbita terrestre baja encontrándose a bordo del Sputnik 2 en el momento de su deceso.

## Características orbitales
La velocidad orbital media necesaria para mantener una órbita terrestre baja estable es de unos 7,8 km/s, pero se reduce para órbitas más altas. Calculada para una órbita circular de 200 kilómetros (124,3 mi) es de 7,79 km/s, y para 1500 kilómetros (932,1 mi) es de 7,12 km/s. El delta-v del vehículo de lanzamiento necesario para alcanzar la órbita baja de la Tierra comienza alrededor de 9,4 km/s.
La atracción de la gravedad en la LEO es sólo ligeramente menor que en la superficie de la Tierra. Esto se debe a que la distancia a la LEO desde la superficie terrestre es mucho menor que el radio de la Tierra. Sin embargo, un objeto en órbita está en permanente caída libre alrededor de la Tierra, porque en órbita tanto la fuerza gravitatoria como la fuerza centrífuga se equilibran entre sí. Es importante señalar aquí que la "caída libre" por definición requiere que la gravedad sea la única fuerza que actúa sobre el objeto. Esa definición se sigue cumpliendo cuando se cae alrededor de la Tierra, ya que la otra fuerza, la fuerza centrífuga es una fuerza ficticia. Como resultado, las naves espaciales en órbita siguen permaneciendo en órbita, y las personas dentro o fuera de dichas naves experimentan continuamente ingravidez.
Los objetos en LEO se encuentran con el arrastre atmosférico de los gases en la termosfera (aproximadamente entre 80 y 600 km por encima de la superficie) o la exosfera (aproximadamente 400 mi y más), dependiendo de la altura de la órbita. Las órbitas de los satélites que alcanzan altitudes inferiores a 300 kilómetros (186,4 mi) decaen rápidamente debido al arrastre atmosférico. Los objetos en LEO orbitan la Tierra entre la parte más densa de la atmósfera y por debajo del cinturón de radiación de Van Allen interior.
Las órbitas terrestres bajas ecuatoriales (OTBE) son un subconjunto de LEO. Estas órbitas, con baja inclinación respecto al Ecuador, permiten tiempos de revisita rápidos de lugares de baja latitud en la Tierra y tienen el menor requerimiento de delta-v (es decir, de combustible gastado) de cualquier órbita, siempre que tengan la orientación directa (no retrógrada) respecto a la rotación de la Tierra. Las órbitas con un ángulo de inclinación muy elevado respecto al ecuador suelen denominarse órbita polar o órbitas sincrónicas al Sol.
Las órbitas más altas incluyen la órbita terrestre media (MEO), a veces llamada órbita circular intermedia (ICO), y más arriba, la órbita geoestacionaria (GEO). Las órbitas más altas que la órbita baja pueden provocar un fallo prematuro de los componentes electrónicos debido a la intensa radiación y a la acumulación de cargas.
En 2017, las "órbitas terrestres muy bajas" ('OTMB) empezaron a verse en los expedientes de las reglamentarias. Estas órbitas, por debajo de unos 450 kilómetros (280 mi), requieren el uso de tecnologías novedosas para elevar la órbita porque operan en órbitas que normalmente decaerían demasiado pronto para ser económicamente útiles.

## Uso
Las órbitas bajas permiten a los satélites beneficiarse de un presupuesto de enlace ventajoso en las telecomunicaciones y de una alta resolución de los instrumentos de observación. También permiten poner en órbita las máximas cargas útiles mediante lanzadores, ya que requieren menos energía para colocarse en estas órbitas que en otras órbitas terrestres. Las órbitas de menor altitud permiten un mejor uso de la teledetección. Los satélites de teledetección también pueden aprovechar la órbitas sincrónicas a estas altitudes.
Los objetos que se encuentran en la órbita baja de la Tierra se encuentran con la Resistencia Atmosférica en forma de gases en la termosfera (80 a 500 km de altitud) o en la exosfera (500 km y superior), cuya naturaleza depende de la altura. La altitud utilizada para los objetos en órbita suele ser superior a 300 km para limitar los efectos de la resistencia atmosférica. 
Las órbitas por encima de la órbita terrestre baja, sujetas a grandes acumulaciones de carga y radiación, pueden provocar posibles problemas en los componentes electrónicos.
Para permanecer en una órbita baja, un satélite debe tener una velocidad horizontal muy alta con respecto a la Tierra. Para permanecer en una órbita circular 300 km por encima de la superficie de la Tierra, el satélite debe tener una velocidad de 7,8 km/s o 28000 km/h que corresponde a una órbita completa de la Tierra en 90 minutos.

### Tipos de satélites
Los satélites de teledetección de baja órbita incluyen:
- satélites meteorológicos satélites de desplazamiento ;
- Satélites de imagen de la Tierra como SPOT, satélites de análisis medioambiental como ENVISAT;
- satélites de reconocimiento, como Helios.

Los satélites de telecomunicaciones en órbita terrestre baja incluyen:
- sistemas de comunicaciones globales, como el sistema Iridium o Globalstar ;
- los satélites de aficionados de AMSAT.

También es la órbita en la que se han llevado a cabo la mayoría de las misiones espaciales tripuladas, como la Mir, los transbordadores espaciales estadounidenses o la Estación Espacial Internacional.

## Alternativas
Los globos aerostáticos también han sido propuestos para flotar sobre la tierra a una altura de alrededor de 20 km como estaciones de comunicación, para proporcionar servicios de voz y datos celulares. Para este uso también se han propuesto aviones no tripulados alimentados por energía solar.

## Vida útil de los satélites en OTB
El tiempo de permanencia de un satélite en OTB depende de muchos factores, sobre todo de la influencia de la Luna y de la altura sobre las capas densas de la atmósfera. Por ejemplo, la órbita del satélite "Explorer-6" (EE. UU.) cambiaba cada 3 meses de 250 a 160 km, lo que llevó a una disminución de la vida útil del satélite de los 20 años previstos a 2, también el primer satélite de la Tierra duró 3 meses (perigeo 215 km, apogeo 939 km). Otros factores que afectan a la vida útil: la altura de las capas densas de la atmósfera puede variar en función de la hora del día y de la órbita del satélite, por ejemplo, a mediodía, las capas calientes de la atmósfera a una altura de 300 km tienen una densidad 2 veces mayor que a medianoche, y el paso del satélite por el ecuador de la Tierra también disminuye la altura del perigeo del satélite. El aumento de la actividad solar puede provocar un fuerte incremento de la densidad de la atmósfera superior: como consecuencia, el satélite se ralentiza más y la altura de su órbita disminuye más rápidamente.
La forma del satélite, es decir, el área de su sección media (sección transversal), también desempeña un papel esencial; para los satélites especialmente diseñados para operar en órbitas bajas, a menudo se eligen formas de cuerpo aerodinámicas y barridas.

## Residuos espaciales
El entorno OTB se está congestionando con desechos espaciales debido a la frecuencia de los lanzamientos de objetos. Esto ha causado una creciente preocupación en los últimos años, ya que las colisiones a velocidades orbitales pueden ser peligrosas o mortales. Las colisiones pueden producir más desechos espaciales, creando un efecto dominó conocido como síndrome de Kessler. El Centro de Operaciones Espaciales Combinadas, que forma parte del Mando Estratégico de los Estados Unidos (antes Mando Espacial de los Estados Unidos), realiza un seguimiento de más de 8.500 objetos mayores de 10 cm en OTB. Según un estudio del Observatorio de Arecibo, puede haber un millón de objetos peligrosos de más de 2 milímetros en órbita, que son demasiado pequeños para ser visibles desde los observatorios terrestres.